# アルメーゼ
アルメーゼ（伊: Almese）は、イタリア共和国ピエモンテ州トリノ県にある、人口約6,400人の基礎自治体（コムーネ）。

## 地理

### 位置・広がり

#### 隣接コムーネ
隣接するコムーネは以下の通り。
- アヴィリアーナ
- カゼレッテ
- ルビアーナ
- ヴァル・デッラ・トッレ
- ヴィッラール・ドーラ

## 行政

### 分離集落
アルメーゼには、以下の分離集落（フラツィオーネ）がある。
- Avigliana, Caselette, Rubiana, Val della Torre, Villar DoraMalatrait, Milanere, Rivera

## 姉妹都市
- Szczyrk、ポーランド